# Andreas Jawlensky
Andreas Jawlensky (* 18. Januar 1902 im Herrenhaus Ansbach bei Prely im Gouvernement Witebsk, Russisches Reich, heute: Anspoki bei Preiļi in Lettland; † 10. Juli 1984 in Barga, Toskana) war ein russisch-schweizerischer Maler. Bis zur Heirat seines Vaters Alexej Jawlensky mit seiner Mutter Helene Nesnakomoff 1922 führte er den Nachnamen seiner Mutter, anschließend, bis in die späten 1920er Jahre, den Doppelnamen Jawlensky-Nesnakomoff.

## Leben und Wirken

### Geburt in Russland 1902
Andreas Jawlensky war der Sohn des Malers Alexej Jawlensky und der erst 16-jährigen Helene Nesnakomoff, des Dienstmädchens von Jawlenskys Lebensgefährtin Marianne von Werefkin. In der Literatur variiert sein Vorname zwischen Andrej, Andreas und André. Alexej Jawlensky schrieb in seinen Lebenserinnerungen: „In Anspacki wurde im Januar 1902 mein Sohn Andrej geboren.“ Werefkin war mit Alexej Jawlensky und der im sechsten Monat schwangeren Helene Nesnakomoff von ihrer Wahlheimat München in das zum Russischen Kaiserreich gehörende Lettland gereist. Zweck der Reise war, die wahre Vaterschaft von Andreas und das Alter der jungen Nesnakomoff (1885–1965) zu verheimlichen. Ansonsten hätte Jawlensky in Bayern mit juristischen Konsequenzen rechnen müssen, zumal er keine Heiratsabsichten mit Nesnakomoff hatte. Das Geburtsdatum von Andreas nennt erstmals ein Nachtrag auf dem Reisepass von Werefkin in russischer und französischer Sprache nach dem Gregorianischen Kalender: „André, né le 5. Janvier 1902.“ Nach dem Julianischen Kalender handelt es sich folglich um den 18. Januar.

### Kindheit in München, 1902–1914

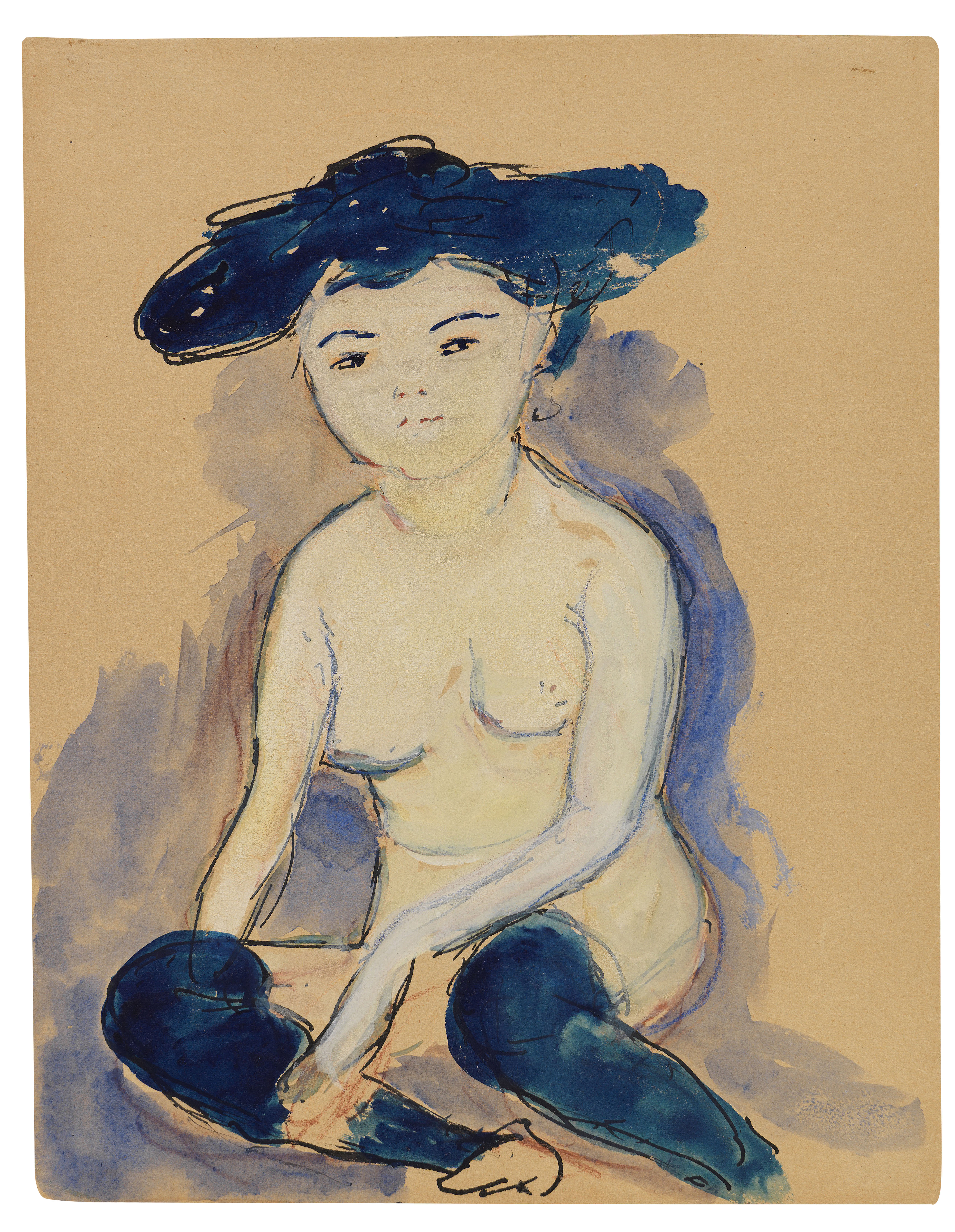
Marianne von Werefkin: Helene Nesnakomoff (1909)

Nach etwas mehr als einem Jahr Aufenthalt in Russland kehrte man mit Andreas und Helene Nesnakomoffs älterer „Schwester Marie“ am 23. November 1902 nach München zurück. Als Vorsichtsmaßnahme, damit seine Vaterschaft von den Behörden nicht entdeckt würde, gab Jawlensky seinen Sohn noch zehn Jahre später sogar gegenüber August Mackes Frau als seinen Neffen aus. Andreas wuchs in München auf und besuchte dort die Schule. Mit seinem Vater, seiner Mutter und deren Schwester Marie wohnten sie unter der Obhut der Werefkin in der Giselastraße 23, im dritten Stock, im Stadtteil Schwabing bis zum Ausbruch des Ersten Weltkriegs.

#### Erste Malversuche
Die Literatur kennt keine zuverlässigen Daten zu den Anfängen von Andreas’ Malerei. Die erste Nachricht über seine künstlerische Ausbildung stammt aus dem Jahr 1924. Demnach soll es sich bei dem allerersten Bild, das er malte, um ein Stillleben gehandelt haben. Das erfährt man von der Kunsthistorikerin Mela Escherich, die neben Hanna Bekker vom Rath, Hedwig Brugmann und Lisa Kümmel zu den sogenannten „Nothelferinnen“ Jawlenskys zählt. Sie berichtet, dass Alexej Jawlensky 1908 einige Gegenstände vor seinem sechsjährigen Kind aufstellte, die der Kleine dann auch „malte. So entstand eine Reihe – ausstellungsreifer Arbeiten.“
Fünfunddreißig Jahre später, 1959, weiß Clemens Weiler, der damalige Direktor des Museums Wiesbaden und erster Jawlensky-Biograph, von einem noch früheren Datum zu berichten: Andreas „hatte schon als kleines vierjähriges Kind im Atelier seines Vaters in München zu malen begonnen“. Das wäre folglich 1906 gewesen. Weilers Nachfolger im Amt widersprach 1978 den früheren Versionen mit Bestimmtheit: „1907 entstand sein erstes Bild.“ Damals war Andreas fünf Jahre alt. Ein Jahr später griff Andreas Jawlensky selbst in die Diskussion um den Beginn seiner Malerei ein und behauptete 1979: „Es war im Sommer bis Dezember 1906, […] ich war damals vier Jahre alt und bekam vom Nikolaus einen Malkasten […] in Wasserburg.“ Doch Jawlenskys Aussage ist schon deshalb nicht stimmig, weil er die fragliche Zeit in Frankreich verbracht hatte.
1987 wurde erstmals ein doppelseitiges, 53 × 42 cm großes Ölbild, Blumen – Roter Mohn, das Jawlensky als Fünfjähriger gemalt haben will, in New York City bei Hutton ausgestellt. Es zeigt eine gewisse stilistische Verwandtschaft mit dem 49,5 × 53,5 cm großen Ölbild Rote Blumen auf rosa Tisch im Lenbachhaus, das von Jawlensky am „13.III.1959“ rückseitig beschriftet und „1910“ datiert wurde. Damals wäre er also acht Jahre alt gewesen. Beide Bilder fanden 1978 jedoch keinen Eingang in die Wiesbadener Ausstellung.
Einigkeit, die künstlerischen Anfänge Jawlenskys überzeugend zu bestimmen, wurde nie erzielt. Das Dilemma ist, dass man meist von Malerei sprach, jedoch damit Zeichnungen meinte. In dieser Hinsicht gibt es für das Jahr 1910 indes eine glaubwürdige Schilderung von Frau Macke. Bei einem Besuch mit ihrem Mann in Alexej Jawlenskys Münchener Wohnung lernte sie frühe Arbeiten des heranwachsenden Andreas kennen und berichtet darüber: „Viele bunte Kinderzeichnungen waren mit Reißnägeln an der Wand befestigt. Der kleine André, damals sechs Jahre alt, […] hatte sie gemalt. Jawlensky zeigte sie uns […] mit großem Stolz.“ Nicht zu unterschätzen ist die Tatsache, dass Frau Macke Andreas – obwohl bereits acht Jahre alt – als Sechsjährigen einschätzte und seine Arbeiten unmissverständlich qualitativ als „Kinderzeichnungen“ und nicht als Malereien beurteilte. Hätte Andreas bis zu jenem Zeitpunkt Ölbilder aufzuweisen gehabt, so hätte sie der Vater zweifellos mit ebenso „großem Stolz“ seinen Besuchern gezeigt. In diesem Zusammenhang ist zu nennen, dass selbst Alexej Jawlensky in seinen Lebenserinnerungen noch von „wunderbaren Zeichnungen“, die Andreas in den ersten Schweizer Jahren gemacht habe, spricht, und nicht von Malerei, gar Ölmalerei.

#### Frankreichreise, 1906
Es war Alexej „Jawlenskys ganz großer Irrtum“, als er in seinen Lebenserinnerungen schrieb: „Im Frühling 1905 fuhren wir alle nach der Bretagne.“ Man glaubte Jawlenskys Darstellung, so auch zeitlebens Andreas, der als Vierjähriger auf dieser Frankreichreise mit von der Partie war. Dass diese Reise nicht 1905, sondern 1906 stattfand, wurde erst 2004 entdeckt.
Durch Alexej Jawlenskys Lebenserinnerungen erfährt man, dass man sich zunächst im Seebad Carantec aufhielt. Er berichtet über den weiteren Verlauf der Reise: „Wir sind von der Oktoberausstellung in Paris nach Südfrankreich in die Provence und Sausset am Mittelmeer gefahren, wo wir bis Weihnachten blieben […] Über Genf sind wir nach München zurückgefahren. In Genf blieben wir einige Tage, wo ich Hodler […] in seinem Atelier aufsuchte.“

#### Murnau, 1908
Mit seinem Vater und Werefkin war Jawlensky in Murnau und traf dort auch mit Münter und Kandinsky zusammen. Was seine damalige Malerei anbetrifft, so schrieb Alexej Jawlensky in seinen Lebenserinnerungen: „in Murnau […] malte er sehr schöne Stilleben und Landschaften.“

#### An der Ostsee, 1911
Alexej Jawlensky erzählt in seinen Lebenserinnerungen: „Im Frühling 1911 fuhren wir nach der Ostsee nach Prerow, Werefkin, André, Helene und ich.“ Außerdem informiert er für den Aufenthalt auf der Halbinsel Darß, dass Andreas „in Prerow sehr schöne Stilleben und Landschaften malte“. In dieser Situation nimmt es sich kurios aus, dass Andreas Jawlensky 1983 behauptete, sein Vater habe sein aus „frühester Jugend“ stammendes „Kinderbild“ Stilleben mit grüner Flasche benutzt, um auf dessen Rückseite 1911 die Kirche in Prerow zu malen. Dabei hatte er noch in einem Brief vom 23. Juni 1971 an Clemens Weiler geschrieben: „Es ist nicht mal von mir.“ Folglich lieferte Andreas Jawlensky für ein und denselben Sachverhalt paradoxe Auskünfte zu den ehemals zusammengehörigen Bildern, die „erst 1970 in Wiesbaden gespalten wurden“. Diese und weitere Widersprüche wurden 1983 folgendermaßen kommentiert: „Nun ist freilich bekannt genug, daß gerade die […] Künstlerkinder schon für so manchen Wirbel um das Werk ihrer […] Väter gesorgt haben bzw. nicht immer dessen verlässlichste Zeugen oder Sachverwalter waren. Im Falle des vorliegenden Bildes mag man sich zudem mit Erstaunen fragen, ob wirklich ein kleiner Junge es gemalt haben solle.“

#### Oberstdorf, 1912
Die Sommerfrische 1912 verbrachte Jawlensky laut einer Fotografie mit seinem Vater, seiner Mutter und Werefkin in Oberstdorf, wo sie von Dmitry Kardowsky, seiner Frau und Tochter besucht wurden.

#### Malmö, 1914
In der Vita Jawlenskys spielt immer wieder eine Ausstellung, die in Schweden stattfand, eine Rolle. 1971 erfährt man darüber: „Er erhielt mit sechs Jahren bereits einen schwedischen Preis, nämlich die Goldmedaille vom schwedischen König.“ 1983 meldete sich in der Angelegenheit Jawlensky selbst zu Wort und machte geltend: „Daß er […] schon als Achtjähriger mit den Münchner Malern in Malmö ausgestellt habe und mit einer Medaille ausgezeichnet wurde, daß er so etwas wie ein Wunderkind gewesen sei“. Nur drei Jahre später, 1986, liest man: „1912 werden Arbeiten des Zehnjährigen auf einer Ausstellung in Stockholm gezeigt und mit einem Preis des Königs ausgezeichnet.“ Wieder ein Jahr später – 1987 – findet man in dem New Yorker Ausstellungskatalog Jawlensky, Father and Son zwar kein neues Datum, aber ansonsten einen gleichgearteten Wortlaut: In 1912 Andreas exhibited his work in Stockholm and was awarded a prize by the Swedish king. Weder der Bericht Jawlenskys noch die Verlautbarungen seiner Autoren stimmen, denn bei der Ausstellung handelte es sich um die Baltisk Utställningen, die vom 15. Mai bis 4. Oktober 1914 im Pildammspark in Malmö stattfand. Zur Teilnahme waren die Münchener Künstler von dem schwedischen Maler Oscar Björck aufgefordert worden. Er lud zu dieser Ausstellung ausschließlich Künstler der Anrainerstaaten der Ostsee ein. Dazu wurden außer Werefkin, Alexej Jawlensky und Andreas u. a. folgende Russen eingeladen: Dawid Dawidowitsch Burljuk und Wladimir Dawidowitsch Burljuk, Robert Genin, Pjotr Petrowitsch Kontschalowski, Michail Fjodorowitsch Larionow und Aristarch Wassiljewitsch Lentulow. Schirmherr war der damalige Kronprinz, der spätere König Gustav Adolf VI. Der regierende König in jenem Jahr 1914 war noch dessen Vater, Gustav V.

### Jugend in der Schweiz, 1914–1922
Deutschland erklärte am 1. August 1914 Russland den Krieg, wodurch der Erste Weltkrieg ausgelöst wurde. Ähnlich wie Kandinsky, begleitet von Münter und seiner geschiedenen Frau Anja, flohen Alexej Jawlensky und Werefkin mit ihrem Dienstmädchen Helene Nesnakomoff und dem 12-jährigen Andreas in die Schweiz. Per Bahn ging es am 3. August 1914 von München nach Lindau. Dort wartete ein Schweizer Schiff auf die Emigranten.
Im Rückblick, 1927, schilderte Andreas Jawlensky die Jahre in der Schweiz als „Jahre der Enge; in der trockenen Schreibstubenluft einer Schule glaubte er sich für eine Weile ohne Widerruf von der Welt der täglich neuen Farben, von Wind, Berg und See und dem ganzen großen Leben abgedrängt.“

#### In St. Prex, 1914–1917
Nach der Übersiedelung nach Saint-Prex im Kanton Waadt am Genfersee wurde „Andreas vom Vater über zwei Jahre hinweg zum Zeichnen angehalten“. Alexej Jawlensky bemerkt dazu: „In St. Prex […] gab ich André Papier und Bleistift, und das erste, was er zeichnete […] war so erstaunlich gut und graphisch richtig, daß man meinen konnte, er habe schon mehrere Jahre schwarz-weiß gearbeitet.“ Demnach hätte Andreas also bislang vorwiegend mit Buntstiften gearbeitet.

#### In Genf bei Hodler, 1915
Jawlenskys berichtet in seinen Memoiren: 

„Im Frühjahr 1915 besuchte ich mit André Hodler in Genf. Ich ging gleich zu Hodler, während André in Genf blieb, um Zeichnungen zu machen. […] Ich sprach gerade mit Hodler, da kam André barfuß, wie er damals immer ging; ich stellte ihn Hodler vor und sagte, daß er immer zeichne und male. Hodler sah gleich seine beiden Zeichnungen, die er in Genf gemacht hatte, mit großer Aufmerksamkeit an und bewunderte sie sehr. Er wollte mit André tauschen. Er nahm eine Zeichnung von ihm und gab ihm zwei Zeichnungen von sich mit Widmung, die Mittelfigur aus dem Bild Der Tag. Er sprach französisch mit mir ganz begeistert über Andrés Zeichnung und sagte: ‚Ich habe selten einen so für Harmonie begabten Menschen gesehen‘.“

Als Alexej Jawlensky 1916 Galka Scheyer in Lausanne kennenlernte, „kam sie ein paar Tage darauf zu uns nach St. Prex.“ Andreas dürfte ihr in jenen Tagen zum ersten Mal begegnet sein.

#### In Zürich, 1917–1918
Mitte September 1917 waren „Jawlensky und André […] in Zürich zum Wohnungssuchen“, wo sie in Zürich-Wollishofen eine größere Wohnung fanden. In Zürich trafen sie wieder auf Alexander Sacharoff mit seiner Frau Clotilde von Derp.

#### In Ascona, 1918–1922
1918 erfolgte die Umsiedlung nach Ascona am Lago Maggiore. Wahrscheinlich lernten Werefkin, Alexej Jawlensky und Andreas den Basler Geschäftsmann und Kunstsammler Karl Im Obersteg 1919 in Ascona durch Vermittlung ihres Freundes Cuno Amiet kennen.
Ein Einbruch in der Münchner Wohnung bot Werefkin die Handhabe, am 10. Juni 1920 eine Aufenthaltsgenehmigung bei der Polizeidirektion München für sich, Alexej Jawlensky, Helene Nesnakomoff und Andreas sowie eine Zeugenvorladung für sich selbst und Nesnakomoff zu bewirken. Aus Werefkins Ausweis geht hervor, dass der 5. Mai der Tag ihrer Einreise nach Deutschland und der 15. Juli 1920 der Tag ihrer Ausreise nach Ascona war. Zwischen diesen beiden Terminen fand die Wohnungsauflösung in der Münchner Giselastraße statt.
Alexej Jawlensky zog 1921 nach Wiesbaden und traf dort am 1. Juni ein. Im September und Oktober versuchte Andreas von Ascona aus mit Im Oberstegs Hilfe Bilder von Hodler und Paul Gauguin aus dem Besitz seines Vaters und der Werefkin zu verkaufen. 1922 kamen Helene Nesnakomoff und Andreas ebenfalls nach Wiesbaden.

### In Wiesbaden, 1922–1941
Am 23. Juni 1922 hatte sich Andreas bereits in das Gästebuch des Kunstsammlers Heinrich Kirchhoff eingetragen: „Andrei Nesnakomoff-Jawlensky, Maler, Ascona/Tessin.“ Die standesamtliche Heirat seiner Mutter mit Alexej Jawlensky fand am 20. Juli 1922 in Wiesbaden statt. Die Familie wohnte zunächst in der Nikolasstraße 3, im dritten Stock. Später zog sie in die unmittelbare Nachbarschaft von Kirchhoff, in die Beethovenstraße 36. Jawlensky schrieb an Scheyer: „André wird einen grossen Atelier haben.“
Etwa 1924 erhielt Andreas Jawlensky den Auftrag, die Kapelle des Sonnenberger Friedhofs auszumalen. 1925 gehörte er mit weiteren 25 Mitgliedern der Freien Künstlerschaft Wiesbaden an. Zum Broterwerb hatte er zunächst „einen Tee- und Kaffeevertrieb in Wiesbaden geleitet“. In den 1920er Jahren kamen durch Kauf und Schenkung Bilder Jawlenskys in die Sammlungen zumindest das Stadtmuseums Ulm, das Nassauischen Landesmuseums Wiesbaden und der Ruhmeshalle Wuppertal-Barmen. Aus diesen Museen wurden 1937 in der NS-Aktion „Entartete Kunst“ nachweislich acht davon beschlagnahmt.
Am 5. Mai 1927 ging Jawlensky seine erste Ehe mit Maria Katharina Schmuck, „eine geborene Engel“, ein. Die Hochzeitsreise ging im Juni 1927 nach Frankreich. Das Paar besuchte u. a. Chartres, Fontainebleau, Versailles, Paris und die Insel Ouessant. Nach der Eheschließung war Jawlensky Filialleiter im Zigarettengeschäft seines Schwagers in der Schwalbacher Straße 62.
1928 zogen Alexej und Helene sowie Andreas und Maria Jawlensky in die Beethovenstraße 9. Damals arbeitete Andreas auch „für Erdal (Schuhcrème Fabrick in Mainz) Reklame & wäre es für uns finanziell sehr gut wenn er sich in diesem Fach etwas einarbeiten könnte.“ Alexej Jawlensky erinnerte sich an seine erste Schwiegertochter: „Sie war eine reizende Frau, und ich liebte sie sehr. Leider starb sie schon früh, 1933.“
Alexej Jawlensky bedauerte, dass sein Sohn drei Jahre danach seine Malerei einstellte. An Paul Klee schrieb er am 16. Oktober 1936: „André ist ganz weg von Kunst und denkt immer an Heirat. Wie schade.“ 1937 nahm Jawlensky die deutsche Staatsbürgerschaft an.
Über die neue Eheschließung mit Luise Franziska Euler am 8. März 1941 findet sich im Tagebuch der Wiesbadener Malerin Lisa Kümmel folgender Eintrag: „Samstag vor seinem [Alexej Jawlenskys] Tode heiratete sein Sohn Andrej zum zweiten Male. Das alles regte ihn schon sehr auf, die Vorbereitungen zu diesen Feierlichkeiten, und dann war er sehr gegen diese Hochzeit. Er liebte diese Schwiegertochter nicht.“

### Zweiter Weltkrieg und Kriegsgefangenschaft, 1941–1955
Andreas Jawlensky wurde 1941 zum Militär eingezogen; im Juni war er „in Koblenz in Stellung“. „Ca. Anfang September nach Russland beordert“, wurde er dort „als Dolmetscher […] eingesetzt“.
1944 lernte er seine spätere dritte Frau, Maria Biblikow, kennen. Beim Rückzug vor der Roten Armee geriet er im Brandenburgischen in sowjetische Gefangenschaft, während die junge Frau nach Wiesbaden gelangte. Sie erlebte dort, wie in der Bombennacht vom 2. auf den 3. Februar 1945 „fast alle Frühwerke von Andreas verloren gingen“.
Die Kriegsgefangenschaft in der Sowjetunion überlebte Andreas „unter erschwerten Bedingungen“. Zunächst „wegen einer Äußerung zum Tod verurteilt, darauf zu 25. Jahren begnadigt, war er zu schwerster Arbeit in Sibirien und im Ural verurteilt.“ 1951 gehörte er einer Arbeitsbrigade deutscher Kriegsgefangener an der Wolga in der Nähe von Stalingrad an.

### Zurück in Wiesbaden, 1955–1956
Am 17. Oktober 1955 kam Andreas mit weiteren fünf Kameraden als Spätheimkehrer nach Wiesbaden. Einen Tag später zeigte das Wiesbadener Tagblatt ein Foto „Andreas von Jawlensky mit seinen Lieben“, seiner nunmehr elfjährigen Tochter Lucia und Maria Biblikow-Künzel, die er am 28. November 1955 in dritter Ehe heiratete. „Um schneller heiraten zu können“, habe er „viel Laufereien von Amt zu Amt“ gehabt, schrieb er am 14. Dezember 1955 an Im Obersteg. Es folgte ein Ferien/Kur-Aufenthalt der Familie in Bad König.
Zunächst fand er eine Tätigkeit als Angestellter im Staatsbauamt Wiesbaden.

### In der Schweiz, 1956–1984
Der Einmarsch sowjetischer Truppen 1956 in Ungarn veranlasste Andreas Jawlensky mit seiner Familie und seiner Mutter Helene Jawlensky wieder in die Schweiz zu ziehen. Felix Klee äußerte sich zu diesem Entschluss: „Wie klug und vorausschauend, dass Ihr die Schweiz zu Eurer Heimat wähltet.“ Ihren Wohnsitz fand die Familie in Locarno am Lago Maggiore. 1974 wurde Jawlensky Schweizer Staatsbürger.

#### Wiederaufnahme der Malerei
In Locarno nahm Jawlensky auf Anraten seiner Freunde nach zwanzigjähriger künstlerischer Abstinenz seine Malerei wieder auf und fand „in den üppigen Tessiner Landschaften und leuchtenden Stilleben seine malerischen Themen“.

#### Andreas Jawlensky im Werkverzeichnis seines Vaters
Clemens Weiler schrieb zum 70. Geburtstag Jawlenskys: „Sie haben in selbstloser Weise Ihre eigene und hoffnungsvolle künstlerische Laufbahn in den Dienst am Werk Ihres Vaters untergeordnet.“
Blättert man in Alexej Jawlenskys vierbändigem Catalogue Raisonné, so entdeckt man, dass sich Andreas unzählige Male auf den Bildern seines Vaters verewigte. Beispielsweise gab er einer ganzen Reihe von Gemälden Titel, u. a „Und führe mich nicht in Versuchung“ oder „Hades Gott der Unterwelt“.
Insbesondere viele seiner Datierungen auf den Rückseiten der Gemälde stimmten Kenner schon seit Langem skeptisch. Nachdem jedoch 2013 zwei Jawlensky-Fälschungen in der Kunsthalle in Emden entlarvt wurden, war es eine Frage der Zeit, dass auch erste Zweifel an den Datierungen von Andreas Jawlensky im Werkverzeichnis seines Vaters öffentlich würden. Das Museum Wiesbaden machte mit seiner Ausstellung „Horizont Jawlensky 1900–1914, Alexej von Jawlensky im Spiegel seiner Begegnungen“ den Anfang. Von Korrekturen betroffen waren zunächst die beiden Gemälde Helene fünfzehnjährig und Andreas Garten Carantec.
Das Porträt des fünfzehnjährigen Mädchens ist im Bild 1900 datiert und mit „A. Jawlensky“ signiert. Auf der Rückseite betitelte Andreas das Gemälde und bestätigte darüber hinaus die Originalität des vorderseitigen Datums und der Signatur. Jedoch 2014 bezweifelte man in Wiesbaden die Angaben von Andreas und stellte somit gleichzeitig die Authentizität der Datierung und der Signatur auf der Vorderseite in Frage, indem man das Bild nun „um 1900“ datierte. Damit wurde ausgesagt, dass das Bild – entgegen der von Andreas festgelegten Datierung – auch 1899 oder 1901 entstanden sein könnte.
Eine andere Falschdatierung wurde Andreas Jawlensky für die Ansicht eines Gartens angelastet. Den Grund hierzu lieferten die Angaben, die er auf der Rückseite des Bildes angebracht hatte. Er gab dem 1905 datierten Bild, das früher Carantec-Bretagne genannt wurde, den Titel Andreas Garten Carantec. Doch 1905 war Andreas Jawlensky nicht in Frankreich, was man seit 2004 weiß. In der Wiesbadener Ausstellung datierte man das Bild „1905/06“ und transportierte somit in atavistischer Weise das Jahr 1905 als unnötigen Ballast mit zehn Jahren Verzug in den Ausstellungskatalog.

## 1937 als „entartet“ aus öffentlichen Sammlungen beschlagnahmte Werke
- La Santa (Öl auf Leinwand, 104 × 83 cm, um 1919; Stadtmuseum Ulm; Verbleib ungeklärt)
- Sonnenuntergang (Tafelbild; Nassauisches Landesmuseum Wiesbaden; Verbleib ungeklärt)
- Sonnenuntergang (Tafelbild; Nassauisches Landesmuseum Wiesbaden; zerstört)
- Kosakenabschied (Tafelbild; Nassauisches Landesmuseum Wiesbaden; Verbleib ungeklärt)
- Mädchen mit Hut (Öl auf Leinwand, 75 × 50,5 cm, 1921; Ruhmeshalle Wuppertal-Barmen; Verbleib ungeklärt)
- Mädchen mit Papagei (Öl auf Leinwand, 71 × 92 cm 1921; Ruhmeshalle Wuppertal-Barmen; zerstört.)
- Abends / Wolf am Fenster (Öl auf Leinwand, 59,5 × 100 cm, 1921; Ruhmeshalle Wuppertal-Barmen; Verbleib ungeklärt)
- Der Wolf (Öl auf Leinwand, 67 × 47 cm, 1921; Ruhmeshalle Wuppertal-Barmen; Verbleib ungeklärt)

## Ausstellungen

### Einzelausstellungen
- 1959: Galerie Alex Vömel, Düsseldorf
- 1964: Kunsthandlung Dalzell Hatfield Galleries, Los Angeles
- 1978: Museum Wiesbaden
- 1986: Kunsthandlung Gerhart Söhn, Düsseldorf

### Gruppenausstellungen
- 1914: Malmö
- 1920: Biennale di Venezia
- 1920: Galerie Fritz Gurlitt, Berlin.
- 1925: Römermuseum, Hildesheim
- 1926: Nassauischer Kunstverein, Wiesbaden.
- 1928: Galerie Max Knöll, Basel
- 1929: Kunsthandlung Schames in Frankfurt am Main
- 1929: Kunstverein Barmen
- 1958: Kleemann Galleries, New York.
- 1993/1994: Galerie Ludorff, Düsseldorf